# USS Colorado (SSN-788)
O USS Colorado é um submarino nuclear de ataque operado pela Marinha dos Estados Unidos e a décima quinta embarcação da Classe Virginia. Sua construção começou em março de 2015 nos estaleiros da General Dynamics Electric Boat em Connecticut e foi lançado ao mar em dezembro do ano seguinte, sendo comissionado na frota norte-americana em março de 2018. É armado com doze lançadores verticais de mísseis e quatro tubos de torpedo de 533 milímetros, tem um deslocamento de quase oito mil toneladas e alcança uma velocidade máxima de 32 nós.